# روبرت مایلارت

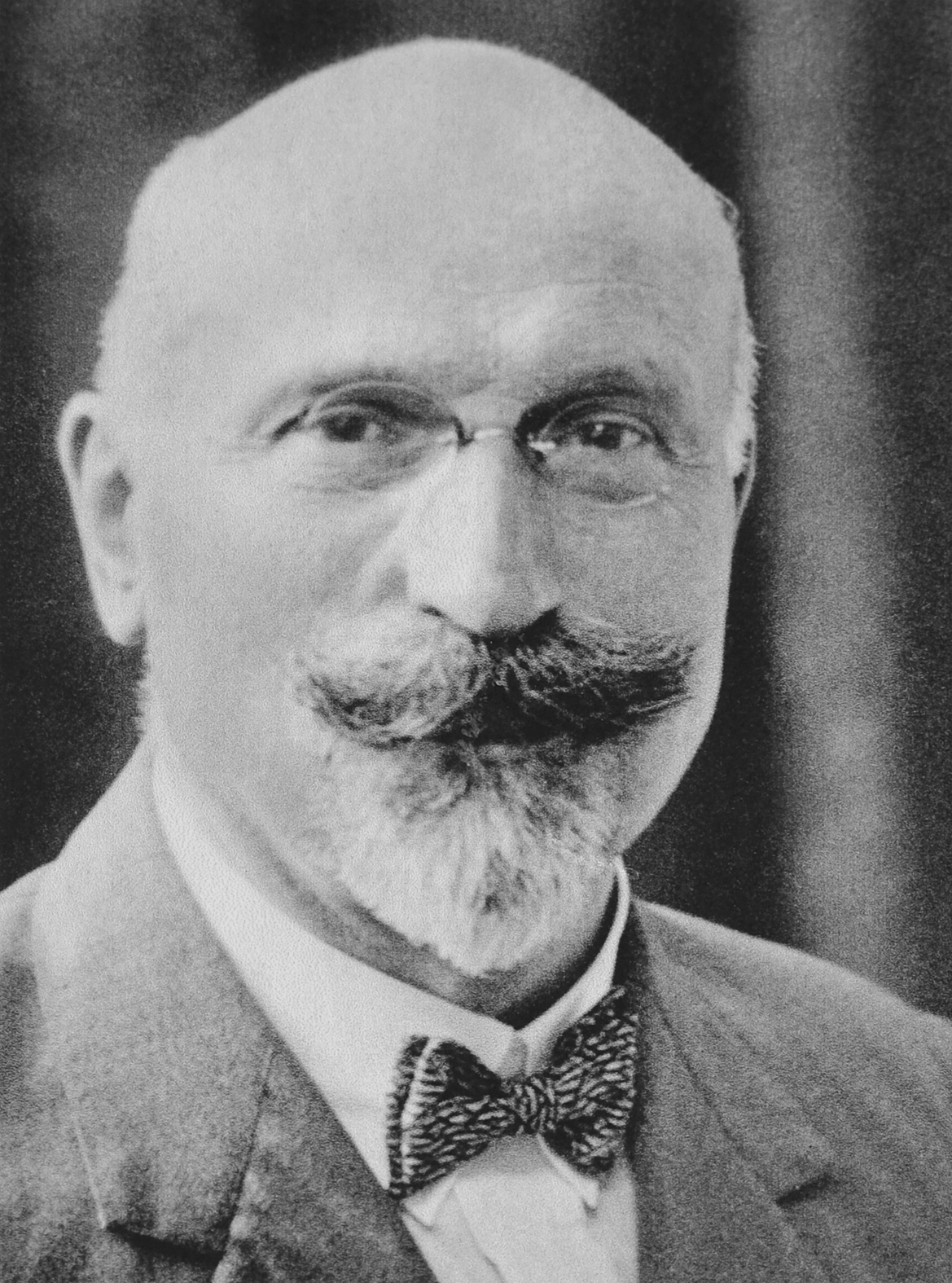
روبرت مایلارت

روبرت مایلارت (1940-1872) مهندس عمران سوئیسی و از اولین کسانی بود که طراحی سازه‌های بتن مسلح را دگرگون ساخت و طراحی و اجرای نخستین سازه‌های بتنیِ دارای جذابیت‌های زیبایی‌شناختی را به عهده داشت. وی از قوس‌های سه مفصلی و قوس‌های صلب شده با عرشه‌ی پل، اسلب های بتنی بدون تیر و سقف و ستون قارچی برای ساختمان‌های صنعتی در طرح‌های خود بهره می‌جست. طرح‌های وی برای پل‌های سالگیناتوبل (Salginatobel, 1929-1930) و شوانباخ (Shwanbach, 1933) زیبایی‌شناسی و مهندسی ساخت پل‌ها را شدیداً متحول ساخت و تا دهه‌ها بر معماران و مهندسان پس از وی تأثیر گذاشت. در سال 1991 پل سالگینتابول توسط انجمن مهندسی امریکا (American Society of Civil Engineers) به‌عنوان اثر برجسته تاریخ مهندسی عمران در عرصه‌ی بین‌الملل معرفی شد

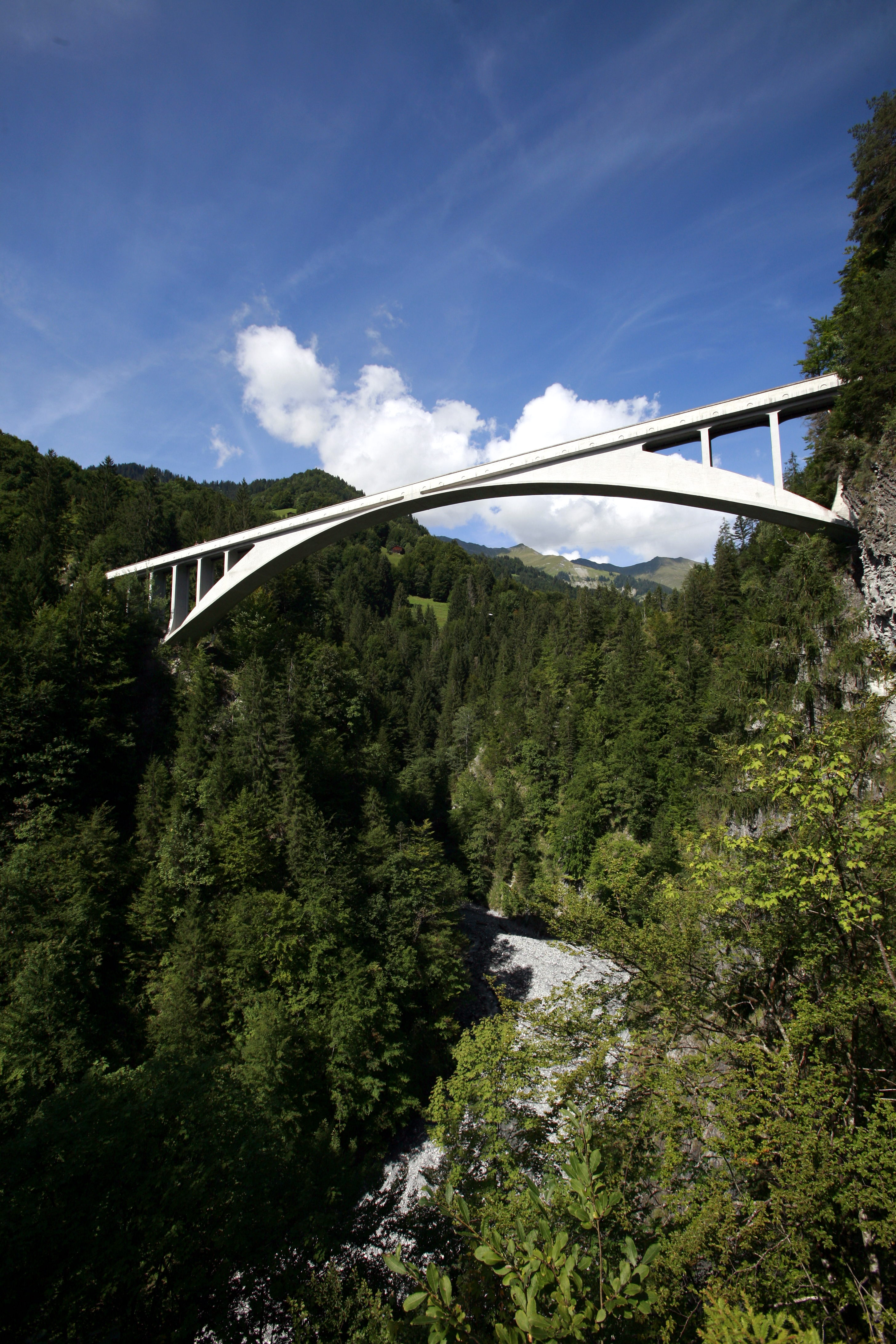
پل سالگیناتوبل

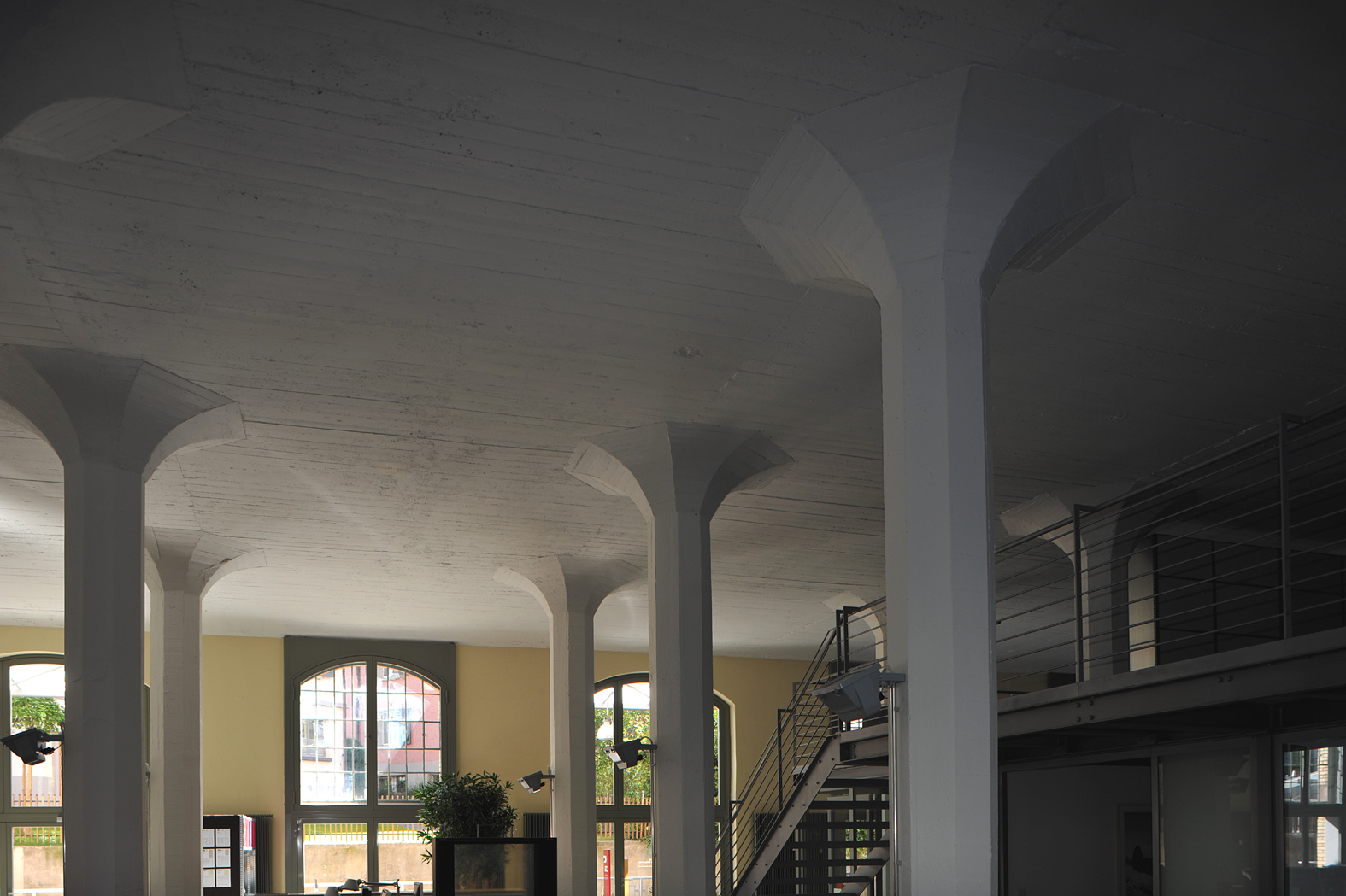
اولین سازه اسلب قارچی مایلارت در انباری در زوریخ (1910)